# La vida inmoral de la pareja ideal
La vida inmoral de la pareja ideal és una pel·lícula mexicana de l'any 2016, de comèdia, drama i romanç dirigida per Manolo Caro, i protagonitzada per Cecilia Suárez i Manuel Garcia-Rulfo.

## Sinopsi
Lucio (Sebastián Aguirre) i Martina (Ximena Rom), dos joves que es coneixen en els primers anys de preparatòria amb una química indescriptible, decideixen menjar-se al món sense imaginar que el destí i la societat els tindran preparada una sorpresa que els separarà, sense imaginar que 25 anys després seran els mateixos jocs de la vida els que els retrobaran en circumstàncies molt diferents.

## Repartiment
- Cecilia Suárez com Martina Jiménez Torres.
- Manuel Garcia-Rulfo com Lucio Leal Fernández.
- Ximena Romo com Martina (17 anys).
- Anilu Estevez com Beatriz (11 anys)
- Sebastián Aguirre com Lucio (16 anys).
- Andrés Almeida com Vicente.
- Paz Vega com Loles.
- Natasha Dupeyrón com Amelia.
- Juan Pablo Medina com Igor.
- Mariana Treviño com Beatriz Jiménez Torres.
- Valeria Vera com Amelia
- Nina Rubín Legarreta com Queta.
- Javier Jattin com Balthazar.
- Eréndira Ibarra com Florentina Calle.
- Sofía Sisniega com Vilma.
- Francesco Roder com Pareja del hotel.
- Mayte Gil com Pareja del hotel.

## Nominacions
- LIX edició dels Premis Ariel: María Treviño (millor coactuació femenina)[4]
- 46a edició de les Diosas de Plata: Millor actuació infantil[5]